# Figurentheater Wilde & Vogel

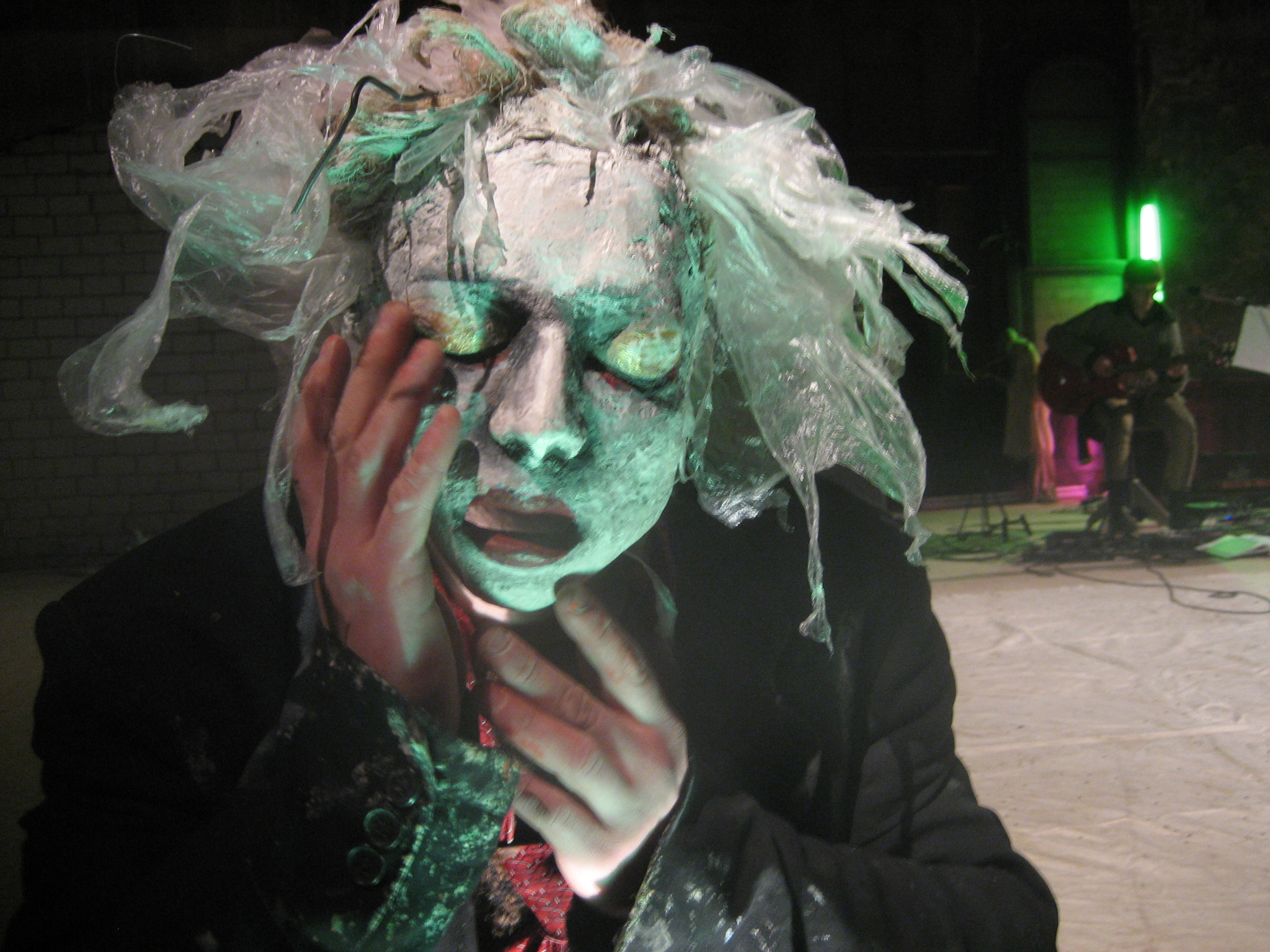
Spleen. Charles Baudelaire: Gedichte in Prosa, Foto/Regie Hendrik Mannes, 2006

Das Figurentheater Wilde & Vogel wurde 1997 von dem Figurenspieler Michael Vogel und der Musikerin Charlotte Wilde als professionelles freies Tourneetheater mit Sitz in Stuttgart, seit 2009 in Leipzig, gegründet. 2003 waren Wilde & Vogel Mitbegründer des Lindenfels Westflügel Leipzig, wo sie seither Organisation von Veranstaltungen und die künstlerische Leitung übernehmen.

## Ensemble
Charlotte Wilde studierte in Karlsruhe Musik, Englisch und Geschichte. Sie bearbeitet, komponiert und spielt die Musik (Geige, Gitarre, Tasteninstrumente) für das Figurentheater Wilde & Vogel und andere Theater und ist verantwortlich für die Organisation. Michael Vogel lernte in Prag bei Milos Kirschner und dem Spejbl und HurvínekTheater und studierte in Stuttgart an der Hochschule für Musik und darstellende Kunst Figurentheater. Von 1998 bis 2006 hatte er einen Lehrauftrag im Studiengang Figurentheater Stuttgart. 1999 erhielt er ein Stipendium der Kunststiftung Baden-Württemberg.

## Gastspiele
In über 30 verschiedenen Ländern in Europa, Afrika, Amerika, und Asien, u. a. mit dem Goethe-Institut, Festivals u. a. Internationales Figurentheaterfestival Erlangen, FIDENA Figurentheater der Nationen Bochum, UNIMA Weltfestival 2000 Magdeburg, Biennale Internationale des Arts de la Marionnette Paris (F), unidram Festival Potsdam, Festival of Wonder Silkeborg (DK)

## Kooperationen
u. a. mit Akademia Teatralna Białystok / Warschau, Kompania Doomsday Białystok, FIDENA Bochum, Puppentheater der Stadt Halle, SCHAUBUDE Berlin, Theater des Lachens Berlin, in Stuttgart kontinuierliche Zusammenarbeit mit dem FITZ! Zentrum für Figurentheater, in Leipzig mit dem Lindenfels Westflügel.

## Workshops
Workshops u. a. Akademia Teatralna Białystok / Warschau, Stockholms Stadsteater, Trinity College / Hartford Connecticut, Turku Polytechnic & Arts Academy, Muhlenberg College / Allentown Pennsylvania, Biennale Internationale des Arts de la Marionnette Paris. Michael Vogel unterrichtete von 1998 bis 2006 am Studiengang Figurentheater Stuttgart.

## Preise
20 Preise für Inszenierungen, u. a. International Solo Puppeteer’s Festival Lódz/Polen 1998, International Puppet Festival of Adult Puppet Theatre 2001 Pécs/Ungarn, International Festival Bielsko-Biała/Polen 2002 und 2008, 5. International Festival "Spectaculo Interesse" 2003, Ostrava, Tschechien, Stuttgarter Theaterpreis 2007, «george tabori preis» 2013 vom Fonds Darstellende Künste.

## Inszenierungen

### Eigene Inszenierungen
- Galerie Fred Szenen mit Marionetten, Songs Joachim Will, Regie Anja Göpfert, 1991
- Oh wie schön ist Panama nach Janosch, Songs Joachim Will, Regie Ensemble, 1994
- Exit. Eine Hamletfantasie Regie Frank Soehnle, 1997
- Nils Holgersson mit Claudia Olma, Regie Christiane Zanger, 1998
- Toccata. Ein Nachtstück über Robert Schumann Regie Frank Soehnle, 2000
- Orpheus Underground mit Johannes Frisch, Miriam Goldschmidt, Wolfgang Kroke, Fine Kwiatkowski, Claudia Olma, Jason Träder, Bénédicte Trouvé, Regie Hendrik Mannes, 2001
- Maria auf dem Seil mit Ines Müller-Braunschweig, Regie Christiane Zanger, 2002
- King Lear – Work in Progress mit Johannes Frisch, Miriam Goldschmidt, Regie-Mitarbeit Claudia Olma, Michael Meschke, Hendrik Mannes, 2003–2006
- Der Hobbit – oder dorthin und wieder zurück mit Florian Feisel, Regie Christiane Zanger, 2004
- Sommernachtstraum – reorganisiert mit Christoph Bochdansky (A), Regie Astrid Griesbach, 2004
- until doomsday mit Kompania Doomsday (PL), Akademia Teatralna Warszawa / Department of Puppetry Art Bialystok, Regie Michael Vogel, 2004
- Salomé mit Kompania Doomsday (PL), Regie Michael Vogel, 2005
- SPLEEN. Charles Baudelaire: Gedichte in Prosa Regie Hendrik Mannes, 2006
- LEAR mit Johannes Frisch, Frank Schneider, Regie Hendrik Mannes, 2007
- Mewa mit Kompania Doomsday (PL), Regie Hendrik Mannes, 2008
- FAUST spielen mit Christoph Bochdansky (A), Regie Christiane Zanger, 2008
- KRABAT mit Pawel Chomczyk, Florian Feisel, Dagmara Sowa, Regie Christiane Zanger, 2010
- Songs for Alice mit Johannes Frisch, Regie Hendrik Mannes, 2011
- Głośniej! / Louder! mit Teatr Hotel Malabar, Warszawa, Regie Michael Vogel, Musik Charlotte Wilde, Spiel Marcin Bartnikowski und Marcin Bikowski, 2012
- Makariens Archiv mit AKHE Theatre/театр АХE/St. Petersburg, Regie Pawel Semtschenko, Spiel Stefan Wenzel und Alisa Olejnik, Ausstattung Michael Vogel, 2013
- Panopticon / Паноптикон mit Gulliver Puppet Theatre Kurgan / Театр кукол "Гулливер" (R), 2014
- REM mit Białostocki Teatr Lalek, Lehmann+Wenzel, Grupa Coincidentia, Regie Michael Vogel, 2014
- SIBIRIEN, Regie Christiane Zanger, 2015
- Session: Short Cuts. Kleist – Unwahrscheinliche Wahrhaftigkeiten mit Miriam Goldschmidt, Regie Mannes, Dramaturgie Antonia Christel 2015
- Die Empfindsamkeit der Giganten mit Christoph Bochdansky, Regie Gyula Molnár, 2016
- Session: Songs from the Graveyard mit Frank Schneider, Johannes Frisch, Konrad Schreiter, Fiona Ebner, 2016
- Session: Short Cuts. "Die Familie Schroffenstein" H. v. Kleist mit Anne Tismer, Regie Mannes, Dramaturgie: Christel 2016
- Session: Short Cuts. "Penthesilea" H. v. Kleist mit Marina Tenório Regie Mannes, Dramaturgie: Christel, 2017
- Frankenstein oder der Moderne Prometheus mit Regie Hendrik Mannes, Dramaturgie Antonia Christel, Mit Winnie Luzie Burz, Jan Jedenak, Stefan Wenzel, Johannes Frisch, Ilka Schönbein, 2017
- Session: Kukułka 1 & 2 in Leipzig und Solniki44 mit Lehmann+Wenzel, Grupa Coincidentia, Stefanie Oberhoff, 2017
- N₂0₂Ar mit Lehmann+Wenzel, 2017
- Versuche auf der Luft zu sitzen, Lehmann+Wenzel, Mitglieder des Gewandhauschors Leipzig, Chorleitung Gregor Meyer, Regie Franziska Merkel, 2018
- STAUB – DUST – אבק mit Golden Delicious [ISR/CH], Ari Teperberg, Inbal Yomtovian, Dramaturgie Jonas Klinkenberg, Regie Antonia Christl, Hendrik Mannes, 2018
- KUKUŁKA - A Fictional Documentary Grupa Coincidentia [Białystok/Polen], Lehmann+Wenzel Regie: Łukasz Kos, Dramaturgie: Fiona Ebner, 2019
- DER REIGEN, Choreographie: Rose Breuss, Christoph Bochdansky, Kai Chun Chuang, Damian Cortes Alberti, Marcela Lopez Morales, Music: Protect Laika, 2020
- Die Blumen des Bösen, Regie Hendrik Mannes, Dramaturgie, Co-Regie Antonia Christl, 2021
- MICRO, Künstlerische Beratung Joachim Fleischer, Musikalische Beratung Johannes Frisch, 2021
- I am not in a Room, mit Kai Chun Chuang, Choreographia[Inter]Austriaca, Choreografie Rose Breuss, 2022

### Inszenierungen in Mitarbeit (Figurenbau und -spiel, Musik, Regie) (Auswahl)
- Lug und Trug – Drei Groschen und kein bißchen Oper Hochschule für Musik und Darstellende Kunst Stuttgart, Regie Frank Soehnle, 1995
- Die große Wut des Philipp Hotz Theater Waidspeicher Erfurt, Hochschule für Musik und Darstellende Kunst Stuttgart, Regie Andreas Günther, 1996
- Turandot Staatsoper Stuttgart, Regie Nicolas Brieger, 1997
- Bossa Nova Theater Paradox Stuttgart, Theaterpreis der Stuttgarter Zeitung 1998, Regie: Frank Soehnle, 1997

- Der Sturm bat-Studiotheater Berlin, Ausstattung Michael Vogel, Regie Markus Joss, 2000

- Das Fest des Lamms Badisches Staatstheater Karlsruhe, Regie Donald Berkenhoff, 2002
- Die Schöne und das Biest Puppentheater der Stadt Halle, Ausstattung Michael Vogel, Regie Ralf Meyer, 2002
- Der kleine Prinz Landesbühne Esslingen, Musik Charlotte Wilde, Regie Hubert Habig, 2002

- Leonard Theater der Jungen Welt Leipzig, Regie Ines Müller-Braunschweig, 2003
- Konen i Muddergroeften Nørregaards Teater Ebeltoft (DK), Regie Michael Vogel, 2004
- until doomsday – Die Ballade vom Fliegenden Holländer Akademia Teatralna Warschau/Bialystok (PL), Regie Michael Vogel, 2004
- King Kong Marotte Figurentheater Karlsruhe, Regie Friederike Krahl, 2006
- Bruckner – Genie der Töne von Jürgen Czwienk, ZDF/3sat, Erstausstrahlung zum Schleswig-Holstein-Musikfestival, 2007
- Die vier Lichter des Hirten Simon Regie Angelika Jedelhauser, Zikade Theater, FITZ Stuttgart 2009

- Der Freischütz mit Stefan Wenzel & Samira Lehmann, HMDK Stuttgart, Regie: Michael Vogel (Leipziger Bewegungskunstpreis), 2013
- Zaches mit Stefan Wenzel & Samira Lehmann, Studiengang Figurentheater an der HMDK Stuttgart, Regie: Michael Vogel, 2015
- GRASSI invites #3: Masken! Shebassa Maske 1 von 2, Grassimuseum für Völkerkunde Leipzig, Michael Vogel, Benedikt Vogel, Janne Weirup 2016
- Ich freue mich von Christoph Bochdansky und Martin Ptak, Regie: Michael Vogel, 2017
- LITTLE SHOP OF HORRORS Białystok Puppet Theatre, Dramaturgie: Janne Weirup, Regie: Michael Vogel, 2018

## Weitere
- Neville Tranter